# Tetraleurodes bararakae
Tetraleurodes bararakae là một loài côn trùng cánh nửa trong họ Aleyrodidae, phân họ Aleyrodinae.
Tetraleurodes bararakae được Takahashi miêu tả khoa học đầu tiên năm 1955.